# Joey Márquez
Joselito Márquez y Pérez (nacido como Artemio Márquez y Pérez el 7 de octubre de 1957 en Mabalácat, Pampanga), conocido artísticamente como Joey Márquez, es un actor, comediante y político filipino. Su padre es Artemio Márquez y su madre Teresita Pérez y Esguera. Sus hermanos son Via Hoffman, Melanie Márquez y Babes Marquez. Fue alcalde de la ciudad de Parañaque desde 1995 hasta 2004, pese a que perdió la carrera en el Congreso en mayo de 2004. Márquez se postuló de nuevo como candidato para alcalde para la ciudad de Parañaque para las elecciones de 2010, pero perdió de nuevo en dicha ciudad.

## En la televisión
Joey fue uno de los que emitió su programa a partir de 1986, la más larga serie cómica se ejecuta en la televisión filipina (que abarca 12 años de éxito), con Richard Gómez, Gloria Romero, Patag Cynthia Pérez Amy, Villaroel Carmina y Ongpin Apa. Márquez fue incluido en la lista S-Files de los ejércitos y después de su éxito como bateador emergente de Paolo Paolo Bediones cuando se fue a los Estados Unidos para entrevistar a algunas famosas celebridades de Hollywood que se ofreció en el show.

## TV shows
- Palibhasa Lalake (ABS-CBN, 1986–1992)-Jose
- Ang Tabi Kong Mamaw (IBC 13, 1986) ????
- Lovingly Yours (GMA Network, 1989) ????
- Young Love, Sweet Love (RPN 9 "now Solar TV", 1992)
- Tondominium (ABC 5 "now TV5", 1993–1995)- as TV Director
- GMA Telecine Specials (GMA Network, 1993)- ????
- GMA Love Stories (GMA Network, 1996)
- Kool Ka Lang (GMA Network, 1998–2003)-Mags
- Kalatog Pinggan (BBC2; ABS-CBN, 1985–1989)-Host/Himeelf
- Lagot Ka, Isusumbong Kita (GMA Network, 2003–2007)-Tsong
- S-Files (GMA Network, 2002–2007)-Himself
- Love to Love (TV show) (GMA Network), 2006)- ????
- Mga Kuwento Ni Lola Basyang, (GMA Network, 2007)- Mang Dencio
- Who's Your Daddy Now? (GMA Network), 2007)-Peter
- Fantastic Man: Season 1 (GMA Network), 2007)-Prof.
- Fantastic Man: Ikalawang Laban (GMA Network), 2007)-Prof.
- Kung Ako Ikaw (GMA Network, 2007–2008)-Host/Himself
- Celebrity Duets 2 (GMA Network, 2008–2009)-Contestant/ Himself
- Adik Sa'Yo (GMA Network, 2009)- Luigi Maglipot
- Talentadong Pinoy (TV5, 2009-2010)- Guest Judge
- Pinoy Records Presents: Pinoy Extreme Talent Season 2 (GMA Network, 2010)- Guest Judge
- Kaya ng Powers (GMA Network, 2010-present)- Robert Powers
- Forevermore (ABS-CBN, 2014)

## Posiciones
- Vicealcalde Municipal de la Ciudad de Paranaque, julio de 1992-junio de 1995
- Alcalde Municipal de la Ciudad de Paranaque, julio de 1995 a 1998
- El alcalde de la Ciudad de Paranaque, de 1998 a 30 de junio de 2004

### Otros
- Ejecutivo Senior Vicepresidente, Vicealcalde de la liga de las Filipinas, desde 1992 hasta 1995
- Miembro de la Junta, el alcalde de Vice City de la Liga de Filipinas, 1998
- Miembro del Comité Ejecutivo Autoridad Metropolitana Dev't (MMDA), 1999
- Presidente, MMDA Comité de Deportes, 1999
- Miembro, Comité de Créditos MMDA, 2000
- Miembro, Metro Manila Consejo del Sur de 2001 al 30 de junio de 2004

## Antecedentes Educativos
- Colegio-Universidad Angeles, BSC-Contabilidad, 1985
- University High School-Arellano, Educación Secundaria, 1981
- Escuela Primaria Santísima Trinidad, Educación Primaria, 1975

### Seminarios/Programas de Entrenamiento
Programa de * Altos Directivos en el Gobierno (SMG), celebrada en Universidad de Harvard, Cambridge Massachusetts.

### Elogios/Premios
- Ama Adjudicatario Gintong para el servicio público y espectáculos

18 de junio de 2000 - dada por Golden Padre y Madre Foundation, Inc.
- Mejor Achiever Filipino para el año 1999 para el Servicio Público de Gobierno

Otorgado por la Jaycess Filipinas, Inc. (Kalookan "Jaycees Bantayog")
- La mayoría de Alcalde destacado de 2000

Otorgado por el Club de Club Nacional de Prensa de las Filipinas
- La mayoría de Funcionario Público Destacado

Otorgado por una organización no gubernamental
- La mayoría de Alcalde Sobresaliente 1997

Otorgado por el Departamento del Interior y Administración Local (DILG)
- La mayoría excepcional de la unidad del gobierno local